# Lynda Tolbert
Pour les articles homonymes, voir Tolbert.
Lynda Tolbert-Goode (née le 3 octobre 1967 à Washington) est une athlète américaine spécialiste de la 100 mètres haies.
Troisième des sélections américaines, elle se qualifie pour les Jeux olympiques de 1992 où elle termine au pied du podium en 12 s 75. L'année suivante, elle remporte la médaille de bronze des Championnats du monde de Stuttgart, derrière sa compatriote Gail Devers et la Russe Marina Azyabina. Elle établit à cette occasion la meilleure performance de sa carrière en 12 s 67.
Elle remporte le titre du 100 m haies lors des Championnats des États-Unis 1989 et 1993, et celui du 60 m haies (en salle) en 1995.

## Palmarès
| Date | Compétition                | Lieu      | Place | Épreuve     |
| ---- | -------------------------- | --------- | ----- | ----------- |
| 1989 | Coupe du monde des nations | Barcelone | 3e    | 100 m haies |
| 1992 | Jeux olympiques de 1992    | Barcelone | 4e    | 100 m haies |
| 1992 | Finale du Grand Prix       | Turin     | 3e    | 100 m haies |
| 1993 | Championnats du monde      | Stuttgart | 3e    | 100 m haies |